# Монетное

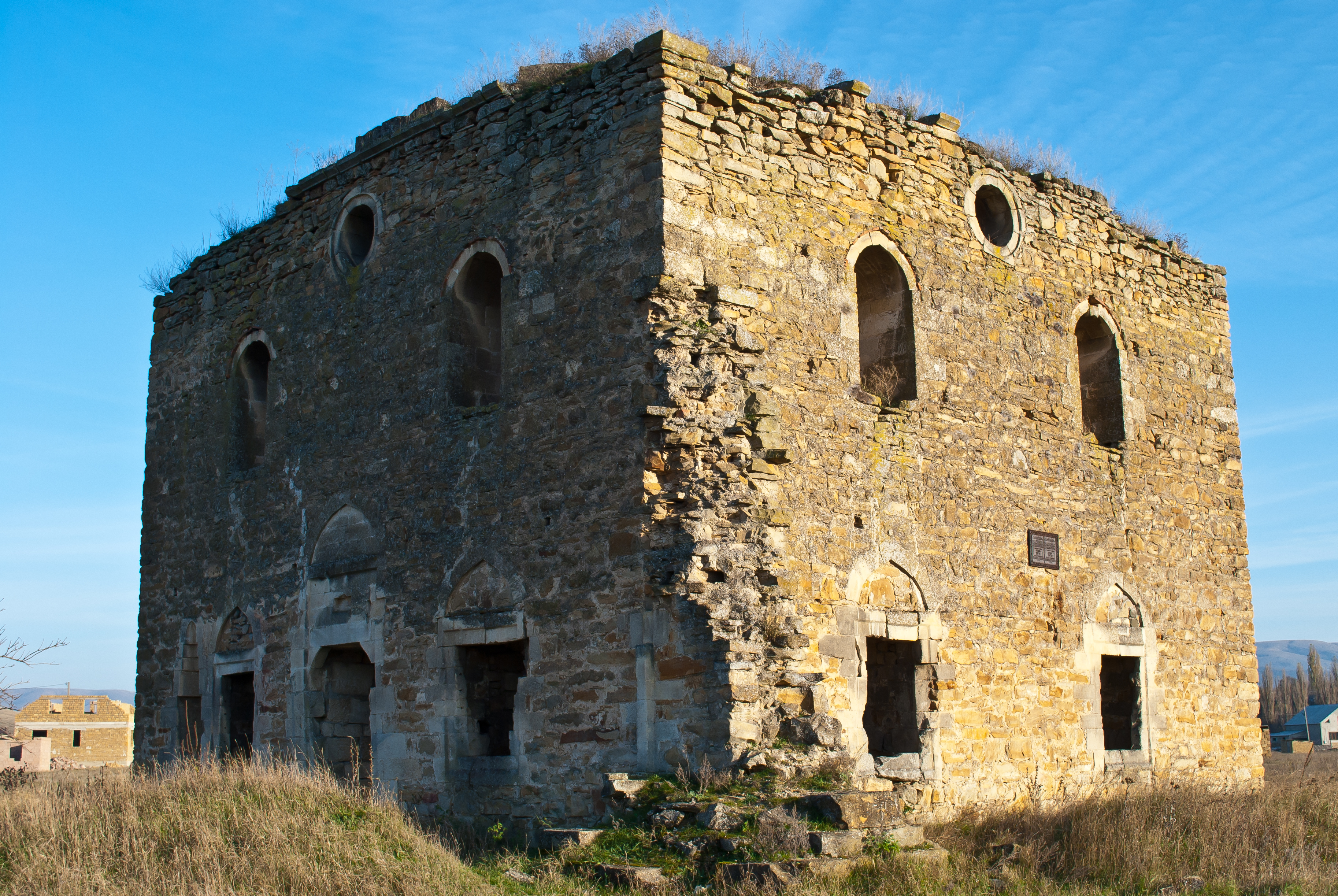
Мечеть Эски-Сарай

Моне́тное (до 1948 года Эски́-Сара́й; укр. Монетне, крымскотат. Eski Saray, Эски Сарай) — упразднённое село в Симферопольском районе Крыма, включённое в состав села Пионерского, сейчас — анклав в восточной части села на правом берегу Салгира.

## История
Первое документальное упоминание села встречается в Камеральном Описании Крыма… 1784 года, судя по которому, в последний период Крымского ханства Эски-Сарай входил в Салгирский кадылык Акмечетского каймаканства. После присоединения Крыма к России (8) 19 апреля 1783 года, (8) 19 февраля 1784 года, именным указом Екатерины II сенату, на территории бывшего Крымского Ханства была образована Таврическая область и деревня была приписана к Симферопольскому уезду. После Павловских реформ, с 1796 по 1802 год, входила в Акмечетский уезд Новороссийской губернии. По новому административному делению, после создания 8 (20) октября 1802 года Таврической губернии, Эски-Сарай был включён в состав Аргинскои волости Симферопольского уезда.
.
По Ведомости о всех селениях в Симферопольском уезде состоящих с показанием в которой волости сколько числом дворов и душ… от 9 октября 1805 года в деревне Эски-Сарай числился 31 двор и 150 жителей, исключительно крымских татар. На военно-топографической карте генерал-майора Мухина 1817 года в деревне обозначено 27 дворов. После реформы волостного деления 1829 года Эски-Сарай, согласно «Ведомости о казённых волостях Таврической губернии 1829 года», передали из Аргинской волости в состав Эскиординской. На карте 1836 года в деревне 19 дворов. Видимо, вследствие эмиграции крымских татар в Турцию, деревня опустела и на карте 1842 года Эски-Сарай обозначен условным знаком «малая деревня», то есть, менее 5 дворов
В 1860-х годах, после земской реформы Александра II, деревню приписали к Зуйской волости. В «Списке населённых мест Таврической губернии по сведениям 1864 года», составленном по результатам VIII ревизии 1864 года, Эски-Сарай — владельческая татарская деревня с 5 дворами, 25 жителями, мечетью и развалинами старинной мечети Акмечеть и ханского дворца при реке Салгире. По обследованиям профессора А. Н. Козловского начала 1860-х годов, жители селения «пользовались водой реки Салгира и его притоков». На трёхверстовой карте 1865—1876 года в деревне Эски-Сарай 8 дворов. В «Памятной книге Таврической губернии 1889 года» по результатам Х ревизии 1887 года записан Эски-Сарай с 40 дворами и 227 жителями.
После земской реформы 1890-х годов деревню передали в состав новой Подгородне-Петровской волости. По «…Памятной книжке Таврической губернии на 1892 год» в деревне Эски-Сарай, входившей Чавкинское сельское общество, числилось 37 жителей в 9 домохозяйствах. На подробной карте 1892 года Эски-Сарай обозначен с 25 дворами с русско-татарским населением. По «…Памятной книжке Таврической губернии на 1902 год» в деревне Эски-Сарай, входившей в Чавкинское сельское общество, числилось 238 жителей в 38 домохозяйствах. По Статистическому справочнику Таврической губернии. Ч.II-я. Статистический очерк, выпуск шестой Симферопольский уезд, 1915 год, в деревне и экономии Кованько А. П. «Эски-Сарай, Эски-Джалман-Ангаркой» Подгородне-Петровской волости Симферопольского уезда, числился 31 двор с русским населением без приписных жителей, но со 170 — «посторонними», из которых 90 мужчин и 80 женщин. К экономии относилось 267 десятин земли. В хозяйствах имелось 80 лошадей, 20 волов, 70 коров и 200 голов мелкого скота.
После установления в Крыму Советской власти, по постановлению Крымревкома от 8 января 1921 года была упразднена волостная система и село включили в состав вновь созданного Подгородне-Петровского района Симферопольского уезда, а в 1922 году уезды получили название округов. 11 октября 1923 года, согласно постановлению ВЦИК, в административное деление Крымской АССР были внесены изменения, в результате которых был ликвидирован Подгородне-Петровский район и образован Симферопольский и село включили в его состав. Согласно Списку населённых пунктов Крымской АССР по Всесоюзной переписи 17 декабря 1926 года, в селе Эски-Сарай, Джалман-Кильбурунского сельсовета (к 1940 году преобразованному в Джалманский) Симферопольского района, числилось 82 двора, из них 78 крестьянских, население составляло 396 человек. В национальном отношении учтено: 279 русских, 3 украинца, 83 татарина, 28 греков, 2 немцев, 1 записан в графе «прочие», действовала татарская школа.
В 1944 году, после освобождения Крыма от фашистов, согласно Постановлению ГКО № 5859 от 11 мая 1944 года, 18 мая из Эски-Сарая в Среднюю Азию были депортированы крымские татары, а 27 июня были депортированы крымские греки. 12 августа 1944 года было принято постановление № ГОКО-6372с «О переселении колхозников в районы Крыма» и в сентябре 1944 года в район приехали первые новоселы (214 семей) из Винницкой области, а в начале 1950-х годов последовала вторая волна переселенцев из различных областей Украины. С 25 июня 1946 года Эски-Сарай в составе Крымской области РСФСР. Указом Президиума Верховного Совета РСФСР от 18 мая 1948 года, село Эски-Сарай переименовали в Монетное. 26 апреля 1954 года Крымская область была передана из состава РСФСР в состав УССР. Решением Крымоблисполкома от 8 сентября 1958 года № 834 Монетное включено в состав Пионерского (согласно справочнику «Крымская область. Административно-территориальное деление на 1 января 1968 года» — в период с 1954 по 1968 годы).

### Динамика численности населения
| - 1805 год — 150 чел. - 1864 год — 25 чел. - 1889 год — 227 чел. - 1892 год — 37 чел. | - 1902 год — 238 чел. - 1915 год — 0/170 чел. - 1926 год — 396 чел. |